# 懷卡托
懷卡托 ，是位於紐西蘭北島的一個地方行政區。行政地名是從境內的「懷卡托河」為命名由來。區域境內的最大城市為漢密頓市。該城市也是紐西蘭最大的內陸城市，以及全紐西蘭第四大城，有人口197,300人（2008）。

## 教育
區內有懷卡托大學（University of Waikato）和懷卡托技術學院（Waikato Institute of Technology）

## 博物館
- 懷卡托美術文化博物館 （Waikato Museum）
- 劍橋鎮博物館（Cambridge Museum）

## 外部連結
- 维基共享资源上的相關多媒體資源：懷卡托
- Waikato Regional Council （页面存档备份，存于）
- Hamilton & Waikato Tourism （页面存档备份，存于）
- Te Ara Waikato region （页面存档备份，存于）

37°48′S 175°24′E / 37.8°S 175.4°E